# 足立清掃工場
足立清掃工場（あだちせいそうこうじょう）は、東京都足立区西保木間四丁目にある東京二十三区清掃一部事務組合の清掃工場。

## 概要
人口約70万人を抱える足立区内のごみ処理を行っている。足立区でのごみ処理は足立塵芥焼却場（昭和11年）に起源がある。埼玉県の都県境にほど近い竹ノ塚エリアにあり、現在の工場は2005年に完成したものである。発生した余熱はスイムスポーツセンター（うきうき館）で利用されている。
現在の清掃工場は3代目である。煙突の高さは130mである。

## 歴史
- 1964年（昭和39年）3月 足立清掃工場竣工。日本初の大規模連続焼却炉である。
- 1977年（昭和52年）9月 足立清掃工場竣工（焼却炉250tが4炉ある）。
- 1999年（平成11年） - 新工場着工。
- 2005年（平成17年） - 新工場竣工。総事業費は286億5100円。